# Inca
Inca – gmina w Hiszpanii, w prowincji Baleary, we wspólnocie autonomicznej Balearów, o powierzchni 58,34 km². W 2011 roku gmina liczyła 30 066 mieszkańców.